# Lamotte-Buleux
Lamotte-Buleux je francouzská obec v departementu Somme v regionu Hauts-de-France. V roce 2012 zde žilo 345 obyvatel.

## Sousední obce
Canchy, Forest-l'Abbaye, Hautvillers-Ouville, Neuilly-l'Hôpital, Nouvion, Le Titre

## Vývoj počtu obyvatel
Počet obyvatel